# Corippo
Corippo es una comuna suiza del cantón del Tesino, situada en el distrito de Locarno, círculo de Verzasca. Limita al norte con la comuna de Lavertezzo, al este con Vogorno, al sur con Mergoscia, y al oeste con Avegno-Gordevio.
Corippo es una de las comunas menos pobladas de toda Suiza.

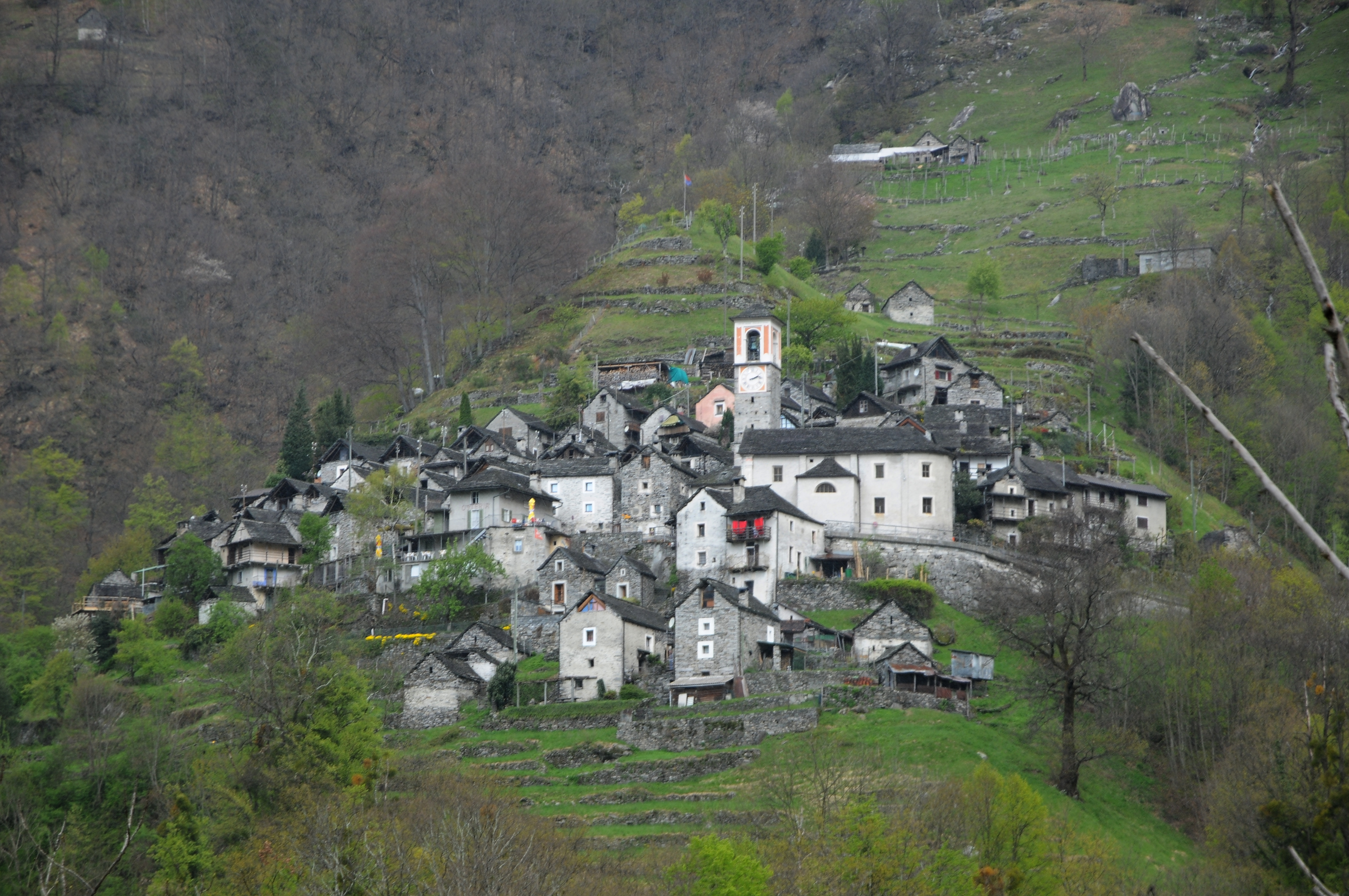
Corippo.